# 李有昇
李有昇（？—1593年），明朝軍事人物。他是李如松的心腹副將。
李有昇早期曾觸犯軍法，理應斬首。但李如松卻寬恕了他，並讓他結婚。從此以後，他對李如松忠心耿耿。
1592年壬辰倭亂爆發後，李有昇跟隨李如松進入朝鮮支援。他作為李如松的副將，參加1593年的第四次平壤之戰，將日軍逐出平壤。在同年的碧蹄館之戰中，李如松遭日軍包圍，正在形勢危急之時，他手持單刀奮力保護李如松，被日軍鳥銃擊中陣亡。